# Chessel
Pour les articles homonymes, voir Chessel (homonymie).
Chessel est une commune suisse du canton de Vaud, située dans le district d'Aigle.

## Géographie
Chessel se trouve sur la rive droite du Rhône, à 379 mètres d'altitude et à sept kilomètres à vol d'oiseau au nord-ouest d'Aigle.
Le territoire de Chessel s'étend sur 3,57 km2. Lors du relevé de 2013-2018, les surfaces d'habitations et d'infrastructures représentaient 13,5 % de sa superficie, les surfaces agricoles 58,9 %, les surfaces boisées 20,8 % et les surfaces improductives 6,2 %. Elle est limitrophe de Noville, Roche et Yvorne dans le canton de Vaud et de Vouvry et Port-Valais dans le canton du Valais.

## Toponymie
Chessel est attesté en tant que « Chessez » en 1312, « Chessey » en 1364 et « Chosel » en 1428. Le nom de la commune s'est formé à partir du nom d'une personne, probablement « Cassus », et du suffixe celtique « -acum », signifiant « domaine de Cassus ». La transformation du suffixe de « -ez/-ey » en « -el », attestée à la fin du Moyen Âge, est probablement une analogie avec de nombreuses formes de toponymies vaudois, telles que « Bursinel ».

## Histoire
Chessel fut mentionné sous le nom de Chessey en 1364. Les Pontverre, puis les Châtillon possédèrent des biens à Chessel, qui relevait de la châtellenie de Chillon. De la conquête bernoise de 1475 à 1798, le village est une métralie avec cour de justice du gouvernement d'Aigle. Il fait partie du district d'Aigle depuis 1798.
Paroisse du diocèse catholique de Sion, Chessel devint en 1528 annexe de la paroisse réformée de Noville puis de 1728 à 1833 de celle de Roche. Avant la construction du pont de la Porte du Sex en 1839 (reconstruit en 1905), il y avait un bac : en 1618, la commune donna une terre aux passeurs contre la gratuité de la traversée pour les habitants. Les « barrières du Rhône » (digues) sont mentionnées dès le XVe siècle ; en 1841, la régie des digues prélevait une taxe sur le flottage et sur les immeubles. Un camping-caravaning dès les années 1960 et une zone de villas dès 1975 ont amené de nouveaux résidents.

## Population et société

### Gentilé et surnom
Les habitants de la commune se nomment les Chessellois.
Ils sont surnommés les Turcs, en référence au maïs (blé de Turquie ou turquet) qui y était cultivé et à l'emblème de la commune, doté d'un croissant.

### Démographie

#### Évolution de la population
Chessel compte 521 habitants au 31 décembre 2023 pour une densité de population de 146 hab/km2. Sur la période 2010-2019, sa population a augmenté de 22,3 % (canton : 12,9 % ; Suisse : 9,4 %).  

#### Pyramide des âges
En 2020, le taux de personnes de moins de 30 ans s'élève à 33,5 %, au-dessous de la valeur cantonale (35 %). Le taux de personnes de plus de 60 ans est quant à lui de 22,2 %, alors qu'il est de 21,9 % au niveau cantonal.
La même année, la commune compte 229 hommes pour 215 femmes, soit un taux de 51,6 % d'hommes, supérieur à celui du canton (49,1 %).
| Hommes | Classe d’âge | Femmes |
| ------ | ------------ | ------ |
| 0,4    | 90 ans ou +  | 0,0    |
| 7,9    | 75 à 89 ans  | 7,4    |
| 11,4   | 60 à 74 ans  | 17,2   |
| 21,8   | 45 à 59 ans  | 25,6   |
| 21,8   | 30 à 44 ans  | 19,5   |
| 19,7   | 15 à 29 ans  | 15,3   |
| 17,0   | - de 14 ans  | 14,9   |

| Hommes | Classe d’âge | Femmes |
| ------ | ------------ | ------ |
| 0,5    | 90 ans ou +  | 1,4    |
| 6,1    | 75 à 89 ans  | 8,2    |
| 13,3   | 60 à 74 ans  | 14,3   |
| 21,5   | 45 à 59 ans  | 21,2   |
| 22,0   | 30 à 44 ans  | 21,4   |
| 19,6   | 15 à 29 ans  | 18,0   |
| 16,9   | - de 14 ans  | 15,5   |

## Patrimoine bâti
L'église romane Saint-Nicolas fut construite aux XIIIe et XIVe siècles ; les fondations datent du Xe siècle. Elle comporte une flèche maçonnée et un fragment de fresque du XVe siècle.